# Malcolm McDowell
Malcolm McDowell, ursprungligen Malcolm John Taylor, född 13 juni 1943 i Horsforth i Leeds i West Yorkshire, är en brittisk skådespelare.
Malcolm McDowell var en lovande skådespelare i början av 1970-talet med huvudroller i filmer som exempelvis If.... (1968), A Clockwork Orange (1971) och O Lucky Man! (1973). Enligt vissa bedömare var McDowell alltför förnkippad med rollfiguren Alexander DeLarge i Stanley Kubricks uppmärksammade film A Clockwork Orange, varför hans senare roller aldrig har kommit upp i samma dignitet som hans roller under 1970-talet.
Han hade en roll som agenturchef i TV-serien Entourage och var rösten som President Eden i spelet Fallout 3. Han var även berättaren i South Park-avsnittet "Pip".
McDowell var gift med skådespelerskan Margot Bennett från 1975 till 1980. Han var gift med skådespelerskan Mary Steenburgen från 1980 till 1990. De fick barnen Lilly och Charlie. Han gifte sig med Kelley Kuhr 1991. De har tre söner tillsammans.

## Filmografi (i urval)
- 1968 – If....
- 1971 – A Clockwork Orange
- 1973 – O Lucky Man!
- 1975 – Royal Flash
- 1976 – Helvetet i skyn
- 1976 – De fördömdas resa
- 1979 – Caligula
- 1979 – Tidsjakten
- 1982 – Cat People
- 1982 – Brittiska sjukan
- 1983 – Blue Thunder
- 1983 – Cross Creek
- 1988 – Sunset
- 1989 – Class of 1999
- 1990 – Moon 44
- 1990 – Happily Ever After (röst)
- 1994 – Drömbruden
- 1994 – Star Trek Generations
- 1995 – Tank Girl
- 1995 – Fist of the North Star
- 1996 – Our Friends in the North (TV-serie) (fem avsnitt)
- 1997 – Simbassänger & kärlek
- 1997 – Mr. Magoo
- 1998 – Fantasy Island (TV-serie)
- 1999 – My Life So Far
- 2000 – Gangster No. 1
- 2000 – Island of the Dead (TV-film)
- 2001 – Robin Hoods dotter (TV-film)
- 2001 – Just Visiting
- 2002 – Firestarter 2: Rekindled
- 2002 – I Spy
- 2002 – The Barber
- 2003 – I'll Sleep When I'm Dead
- 2003 – The Company
- 2004 – Hidalgo (ej krediterad)
- 2004 – Evilenko
- 2004 – Bobby Jones: Stroke of Genius
- 2004 – In Good Company (ej krediterad)
- 2005–2011 – Entourage (TV-serie) (elva avsnitt)
- 2007 – The List
- 2007 – Halloween
- 2007 – Krig och fred (TV-serie) (fyra avsnitt)
- 2007–2008 – Heroes (TV-serie) (tio avsnitt)
- 2007–2014 – Metalocalypse (TV-serie) (röst, 36 avsnitt)
- 2008 – Doomsday
- 2008 – Delgo (röst)
- 2008 – Coco Chanel (TV-film)
- 2008 – Fallout 3 (röst)
- 2008 – Bolt (röst)
- 2009 – Command & Conquer: Red Alert 3: Uprising (röst)
- 2009 – Halloween II
- 2009 – Suck
- 2010 – The Book of Eli (ej krediterad)
- 2010 – Barry Munday
- 2010 – Easy A
- 2010–2013 – The Mentalist (TV-serie) (fem avsnitt)
- 2011 – The Artist
- 2011 – Suing the Devil
- 2011–2014 – Franklin & Bash (TV-serie) (40 avsnitt)
- 2012 – Excision
- 2012 – Antiviral
- 2012 – Vamps
- 2012 – Silent Hill Revelation 3D
- 2012 – Silent Night
- 2014 – How to Make Love Like an Englishman (även kallad Some Kind of Beautiful)
- 2014–2018 – Mozart in the Jungle (TV-serie) (34 avsnitt)
- 2019 – Bombshell – När tystnaden bryts